# Aranda de Moncayo
Aranda de Moncayo település Spanyolországban,  Zaragoza tartományban. Aranda de Moncayo Pomer, Calcena, Oseja, Jarque, Villarroya de la Sierra, Clarés de Ribota és Malanquilla községekkel határos. Lakosainak száma 117 fő (2024).

## Népesség
A település lakosságának változását az alábbi diagram mutatja:
| Lakosok száma | 240  | 220  | 230  | 223  | 198  | 186  | 174  | 152  | 132  | 117  |
|               | 2001 | 2004 | 2007 | 2009 | 2012 | 2014 | 2017 | 2019 | 2022 | 2024 |